# Karol Cariola
Karol Aída Cariola Oliva (sinh ngày 1 tháng 4 năm 1987) là một nữ hộ sinh Chile, và cựu chủ tịch của Federación de Estudiantes de la Universidad de Concepción (Liên đoàn sinh viên Đại học Concepción) năm 2010. Cô được bầu làm Tổng thư ký của Juventudes, abbr. JJ.CC., (cánh trẻ của Đảng Cộng sản Chile) tại các tổ chức Đại hội XIII được tổ chức vào tháng 10 năm 2011  Cariola là người phụ nữ thứ hai giữ chức vụ này trong Thanh niên Cộng sản Chile sau cố lãnh đạo cộng sản Gladys Marin (1941-2005).
Vào ngày 4 tháng 8 năm 2013, Cariola nổi lên như một ứng cử viên quốc hội hàng đầu trong cuộc bầu cử sơ bộ của liên minh New Majority cho khu vực bầu cử của Recoleta và Independencia. Sau đó, trong cuộc tổng tuyển cử Chile tổ chức vào ngày 17 tháng 11 năm 2013 cô giành được 38,47% số phiếu bầu và trở thành phó đắc cử cho 19 bầu cử Santiago huyện Recoleta và Independencia. Cô bắt đầu phục vụ nhiệm kỳ bốn năm tại Quốc hội Chile vào ngày 11 tháng 3 năm 2014.

## Phong trào sinh viên cho giáo dục công cộng
Cariola được bầu làm Tổng thư ký của JJ.CC. Giữa một trong những cuộc vận động xã hội lớn nhất trong lịch sử Chile gần đây - được giới truyền thông gọi là Mùa đông Chile. Việc huy động này cho thấy các sinh viên trên khắp Chile từ chối trở lại trường học hoặc đại học, từ tháng 4 năm 2011 đến cuối năm học, để phản đối và yêu cầu chấm dứt tư nhân hóa giáo dục. Cariola đã tuyên bố rằng việc huy động, phản kháng và đình công của sinh viên có bản chất chính trị và Cô đã bác bỏ tuyên bố của người phát ngôn chính phủ Chile Andrés Chadwick rằng CONFECH (Liên đoàn sinh viên Chile) đã bị các phần tử cực đoan chiếm đoạt.

Trong một cuộc phỏng vấn với CNN Chile Cariola đã nói rằng đó là một sai lầm nghiêm trọng khi đề cập đến phong trào sinh viên theo cách đó: 

## Ứng cử viên quốc hội và tổng tuyển cử
Cariola đã tuyên bố rằng "Chile và người dân phải soạn thảo hiến pháp mới"  và nói rằng trong liên minh Nueva Mayoria, Cô dự định đấu tranh cho một Quốc hội lập hiến để giám sát sự thay đổi Hiến pháp Chile hiện tại. Cariola - phù hợp với lãnh đạo của Nueva Mayoria, Michelle Bachelet - tin rằng Hiến pháp Chile là bất hợp pháp vì nó được giới thiệu trong trường hợp không có dân chủ chính trị bởi chế độ Pinochet vào ngày 11 tháng 9 năm 1980. Cariola cũng tuyên bố rằng nếu cô giành được một ghế trong Phòng đại biểu Chile, cô sẽ làm việc để xem một bộ luật lao động công bằng được thực thi với một tổ chức để bảo vệ quyền của người lao động và liên minh tự động của tất cả các công nhân trong hoặc gia nhập lực lượng lao động.

### Cuộc bầu cử sơ bộ của liên minh đa số mới
Các cuộc bầu cử sơ bộ cho liên minh Đa số mới bắt đầu vào ngày 4 tháng 8 năm 2013. Các cuộc bầu cử quốc hội này đã được thiết lập để xác định hai ứng cử viên từ hiệp ước Nueva Mayoria trong một cuộc bầu cử nhất định sẽ tham gia cuộc bầu cử Chile vào tháng 11 năm 2013. Trong cuộc bầu cử sơ bộ cho Đại hội bầu cử ở thành phố Santiago lần thứ 19 của Recoleta-Independencia Cariola nhận được số phiếu bầu cao nhất từ các thành phần địa phương.
| Huyện | Phòng bầu cử | Thí sinh                 | Đảng | Phiếu bầu | %    | Các kết quả |
| ----- | ------------ | ------------------------ | ---- | --------- | ---- | ----------- |
| 19    | Recoleta     | Óscar Santelices         | PPD  | 1439      | 18,3 | Thí sinh    |
| 19    | Recoleta     | María Francisca Zaldívar | PDC  | 1206      | 15,3 |             |
| 19    | Recoleta     | Francisco Díaz           | PS   | 1125      | 14,3 |             |
| 19    | Recoleta     | Karol Cariola            | PCCh | 4100      | 52,1 | Thí sinh    |

### Tổng tuyển cử Chile 2013
- Chile cuộc tổng tuyển cử năm 2013: 19thelectoral Santiago huyện Recoleta và Independencia [5]

| Thí sinh                       | Hiệp ước                     | Đảng          | Phiếu bầu | %     | Các kết quả |
| ------------------------------ | ---------------------------- | ------------- | --------- | ----- | ----------- |
| Karol Cariola Oliva            | Đa số mới                    | PCCh          | 35.604    | 38,47 | Phó         |
| Claudia Nogueira               | Liên minh                    | UDI           | 22,992    | 24,84 | Phó         |
| Óscar Santelices Altamirano    | Đa số mới                    | PPD           | 13.929    | 15,05 |             |
| Eduardo Cuevas Rosselot        | Liên minh                    | RN            | 6,934     | 7,49  |             |
| Roberto Cofré Pinto            | Hiến pháp mới cho Chile      | Ấn            | 4.214     | 4,55  |             |
| Galvarino Sazo Bolbaran        | Nếu bạn muốn, Chile thay đổi | CHUYÊN NGHIỆP | 3,005     | 3,24  |             |
| Juan Francisco Valdés Valencia | Nếu bạn muốn, Chile thay đổi | CHUYÊN NGHIỆP | 2,424     | 2,61  |             |
| Claudio Méndez Rojas           | Đảng nhân văn                | HP            | 2.051     | 2,21  |             |
| Eduardo Patricio Purán Purán   | Đảng nhân văn                | HP            | 1.378     | 1,48  |             |

## Sự chỉ trích
Karol Cariola hiện là ứng cử viên cho cuộc bầu cử quốc hội Chile được tổ chức vào năm 2013. Chiến lược này để đạt được quyền lực chính trị của Cariola và các thành viên khác của Thanh niên Cộng sản và cựu lãnh đạo của các cuộc vận động xã hội giáo dục như Camila Vallejo và Camilo Ballesteros, đã bị nghi ngờ cay đắng bởi một số phe phái sinh viên, những người coi đó là sự phản bội đối với các nguyên tắc của các cuộc vận động. Các nhà phê bình khác chỉ ra sự ủng hộ rõ ràng của cô dành cho chính phủ của Fidel Castro  và Hugo Chavez.

### Phỏng vấn và nói chuyện
- (tiếng Tây Ban Nha) Camila Vallejo và Karol Cariola trong phong trào sinh viên chống lại mô hình giáo dục tư nhân   - 24 tháng 3 năm 2012 TV Publica Argentina qua YouTube
- (tiếng Tây Ban Nha) Karol Cariola trong cuộc bầu cử quốc hội của mình cho cuộc bầu cử Recoleta-Independencia   - 20 tháng 1 năm 2013 CNN Chile qua YouTube
- (tiếng Tây Ban Nha) Karol Cariola trong chuyến đi tới Cuba và cuộc gặp gỡ với các sinh viên, công nhân và Fidel Castro ở Havana, Cuba   - Ngày 5 tháng 4 năm 2012 Cuba Hoy qua YouTube
- (tiếng Tây Ban Nha) Karol Cariola, với tư cách là phó tổng thống "chúng tôi không loại trừ việc xây dựng chủ nghĩa xã hội ở Chile"   - 22 tháng 11 2013 Chilevision qua YouTube